# Santa Coloma de Farnés
Santa Coloma de Farnés (oficialmente en catalán: Santa Coloma de Farners) es un municipio y localidad española de la provincia de Gerona, en la comunidad autónoma de Cataluña. El término municipal tiene una población de 13 657 habitantes (INE 2024) y la localidad es capital de la comarca de La Selva.

## Historia
La iglesia parroquial aparece documentada desde el año 898.
El 28 de junio de 1884 fueron fusilados en Gerona los militares comandante Ramón Ferrándiz Laplana y el teniente Manuel Bellés Casanova, del Batallón de la Reserva de Santa Coloma de Farnés, acusados de favorecer un levantamiento republicano en Santa Coloma de Farnés.
En 1943 la Diputación Provincial de Gerona elige mayoritariamente a su alcalde Andrés Taberner Collelmir para el cargo de procurador en Cortes en la I Legislatura de las Cortes Españolas (1943-1946), representando a los municipios de esta provincia.
En la década de 1980 el nombre oficial del municipio cambió de Santa Coloma de Farnés a Santa Coloma de Farners.

## Demografía
Santa Coloma de Farnés cuenta con una población de 13 657 habitantes (INE 2024).
| Gráfica de evolución demográfica de Santa Coloma de Farnés entre 1842 y 2021 |
| |
| Población de derecho según los censos de población del INE Población de hecho según los censos de población del INEEntre el censo de 1857 y el anterior, crece el término del municipio porque incorpora a Castanet y San Pedro Cercada Entre el censo de 1981 y el anterior, crece el término del municipio porque incorpora a Cladells |

El núcleo urbano de Santa Coloma de Farnés cuenta con 10 239 habitantes (2009), 1252 residen en Santa Coloma Residencial y el resto vive disperso por el término municipal.

## Monumentos y lugares de interés
- Iglesia de Santa Coloma, de estilo gótico.
- Plaza Mayor porticada.
- Balneario de les Termes d'Orion.
- Castillo de Farners.
- Santuario de la Virgen de Farners, cercano al castillo.
- Monasterio de Sant Pere Cercada, de estilo románico.
- Monasterio de Sant Salvi de Cladells, estilo románico.
- Parque de Sant Salvador.
- Centre Lúdic Termal Magma.